# Autoroute A 501
Die Autoroute A 501, auch als Bretelle de Sollans bezeichnet, ist eine französische Autobahn, die als West-Umfahrung von Aubagne dient. Dabei werden die Autobahnen A 50 und A 52 miteinander verbunden. Ihre Länge beträgt 4,0 km.

## Geschichte
- 14. Juli 1962: Eröffnung Aubagne-ouest – Aubagne-nord (A 50 – Abfahrt 7)
- 29. August 1974: Eröffnung Aubagne-nord – Saint-Pierre-lès-Aubagne (Abfahrt 7 – A 52)

## Streckenführung
| Position | Anzahl Fahrbahnen | höchste zulässige Geschwindigkeit | km  | Typ                          | Abschnitt                              | Breitengrad | Längengrad |
| -------- | ----------------- | --------------------------------- | --- | ---------------------------- | -------------------------------------- | ----------- | ---------- |
| 1        | 2                 | 110                               |     | Beginn der Autobahn          | Bifurcation d'Aubagne-Ouest – A50'     | 43.2895     | 5.5511     |
| 2        | 2                 | 110                               | 0.5 | Teil-Anschlussstelle         | Aubagne-Ouest'                         | 43.2926     | 5.5563     |
| 3        | 2                 | 130                               | 3   | Vollständige Anschlussstelle | Aubagne-Nord'                          | 43.3045     | 5.5720     |
| 4        | 2                 | 130                               | 4   | Ende der Autobahn            | Bifurcation de Pont-de-l'Étoile – A52' | 43.3209     | 5.5941     |

## Großstädte an der Autobahn
- Aubagne